# Jochen Piest
Joachim Piest (* 8. Februar 1964 in Bad Honnef; † 10. Januar 1995 in Tscherwljonnaja, Tschetschenien) war ein deutscher Journalist und Korrespondent des Magazins Stern. Er wurde im Ersten Tschetschenienkrieg erschossen.

## Leben
Piest wuchs in Bad Honnef und Bonn auf, wo er 1983 Abitur machte. Nach dem Ersatzdienst studierte er an der Freien Universität Berlin Geschichte, Slawistik und Volkswirtschaft. Er beendete das Studium mit dem Magister.
1992 bestand er die Aufnahmeprüfung in die Henri-Nannen-Schule unter Wolf Schneider in Hamburg. Im Rahmen seiner Ausbildung absolvierte er auch ein dreimonatiges Praktikum im Moskauer Büro der Süddeutschen Zeitung. Nach Beendung der Ausbildung erhielt er einen Vertrag als zweiter Moskau-Korrespondent des Sterns und zog 1994 in die russische Hauptstadt um.

## Tod
Nach Darstellung des Sterns fuhr Piest gemeinsam mit zwei russischen Fotografen an die Grenze zwischen Tschetschenien und Dagestan. Sie konnten zunächst mit einem Bus mitfahren, den organisierte russische Soldatenmütter gemietet hatten, um in die umkämpfte Stadt Grosny zum tschetschenischen Präsidenten Dschochar Dudajew zu gelangen. Die Frauen wollten ihn um die Freilassung kriegsgefangener russischer Wehrpflichtiger bitten. Auf dem Weg bekamen die Reporter Gelegenheit, Salman Radujew, Schwiegersohn Dudajews, zu treffen. Am folgenden Tag interviewte Piest eine Gruppe russischer Soldaten, die Minen vor einer Eisenbahnbrücke in der Nähe des Dorfes Tscherwljonnaja rund 25 Kilometer nordöstlich von Grosny entschärften. Ein tschetschenischer Kämpfer hatte sich dem Bericht zufolge einer Lokomotive bemächtigt, er fuhr auf die Gruppe zu und gab in unmittelbarer Nähe mehrere Feuerstöße ab. Dabei wurde Piest tödlich getroffen, einer der Fotografen erhielt einen Beinschuss.
Stern-Chefredakteur Werner Funk schrieb in einer Redaktionsmitteilung, Piest habe wegen der „Brutalität der Soldateska Jelzins“ Sympathien für die Tschetschenen verspürt und nannte den „gnadenlosen Einsatz von Raketen und Splitterbomben, Granaten und Kampfflugzeugen“.
Der russische Ministerpräsident Wiktor Tschernomyrdin, dessen Vorgänger Jegor Gaidar sowie der Pressesprecher von Präsident Jelzin sandten Kondolenzschreiben, die der Stern abdruckte.